# 阿腾科里站
阿腾科里站是哈薩克斯坦杰特苏州霍尔果斯的鐵路車站，向东连接中华人民共和国精伊霍铁路，由哈萨克斯坦国家铁路管理。

## 外部連結
- 阿腾科里站 （页面存档备份，存于）